# 섬강초등학교
섬강초등학교는 대한민국 강원특별자치도 원주시에 있는 공립 초등학교이다.

## 연혁
- 2019년 3월 1일: 개교
- 2019년 12월 31일: 제1회 졸업식